# Geschiedenis van de Chinezen in Nederland
De geschiedenis van de Chinezen in Nederland beschrijft de geschiedenis hoe de Chinezen naar Nederland zijn gekomen en hoe het hen in Nederland verder is vergaan.

## 1911-1930
De Chinese bevolkingsgroep in Nederland voor de Tweede Wereldoorlog viel uiteen in twee groepen: Peranakan-Chinese studenten uit toenmalig Nederlands-Indië, en Chinese arbeiders in de havens van Amsterdam en Rotterdam.

### Peranakan-Chinese studenten[1]
De eerste groep behoorde tot de grote minderheid van Chinezen in Nederlands-Indië. 'Peranakan' was het Maleise woord voor 'afstammeling', en zij werden zo genoemd omdat ze afstamden van Chinese immigranten die al vele generaties in de Nederlandse kolonie leefden. 
"Peranakan" omvat het woord 'anak' dat 'kind' betekent en 'peranakan' staat dan ook voor 'kind van het land'. Dit in schril contrast tot hoe het Nederlandse bewind de Chinezen in de voormalige kolonie Nederlands-Indië betitelde, namelijk als "vreemde oosterling", met een daaraan gekoppelde lagere maatschappelijke status en ook verminderde rechten. Zo werd het Chinezen bij tijd en wijle verboden om Nederlands te spreken.
Evenals de Indonesische elite stuurden de rijkste Peranakan-Chinezen hun kinderen naar Nederland om te studeren, en een goede carrière in Nederlands-Indië veilig te stellen. Naar het buitenland gaan om te studeren was de énige optie om intellectueel verder te ontwikkelen, daar (hogere) scholing in de kolonie Nederlands-Indië ontbrak, dan wel enkel was voorbehouden aan Nederlanders of een kleine witte elite.
In de eerste jaren van de twintigste eeuw studeerden ongeveer 50 peranakan studenten in Nederland, en na de Eerste Wereldoorlog groeide hun aantal tot een jaarlijks gemiddelde van ongeveer 150 personen. Velen volgden een rechtenstudie aan de Universiteit Leiden, maar ook medicijnen in Amsterdam, technische studies in Delft en economie in Rotterdam waren populair.
In 1911 richtten peranakan-studenten de Chinese vereniging Chung Hwa Hui (CHH) op, in navolging van de Tiong Hoa-beweging in Nederlands-Indië en de opkomst van de Kwomintang in China. Kennelijk voelden zij zich niet aangetrokken tot de Indische Vereeniging die drie jaar daarvoor was opgericht. De CHH zag het als haar taak om de Chinese studenten op te vangen en om gezelligheid en eventueel financiële en praktische steun te bieden. In elke grote universiteitsstad was een afdeling en er waren diverse subcommissies.
Via de CHH kwam de peranakan-gemeenschap in Nederland ook in contact met politieke en sociale bewegingen van Chinezen en anti-kolonialen in Europa. Zo bestonden er banden met de Franse afdeling van de Kwomintang, met Chinese studentenverenigingen in België, Duitsland en Groot-Brittannië, en met de Liga tegen Imperialisme en Koloniale Onderdrukking, die in 1927 in Brussel werd opgericht.
In Nederland onderhield ze (soms gespannen) relaties met de Perhimpoenan Indonesia en zette ze zich in voor het welzijn van de tweede groep Chinezen in Nederland: de zeelieden.

### Chinese zeelieden
De rechtszaak voor de schietpartij in 1922 was een farce: niemand van de juristen sprak het Zuid-Chinees van de verdachten; de verdachte Chinezen kregen een nummer omdat "ze allemaal op elkaar leken", de eed werd vervangen door een soort toverspreuk "joe sie tjie iem" ("als ik iets verzwijg dan treft mij de toorn der goden") die door elke verdachte moest worden opgezegd bij 2 kaarsen, die de verdachte na het uitspreken moest uitblazen. Ondanks het feit dat 17 Chinezen wegens gebrek aan bewijs vrij werden gesproken, werden ze toch als ongewenste vreemdeling het land uitgezet. Een jaar later werden de uiteindelijke vonnissen verworpen, omdat de ceremonie met de kaarsen als onwettelijk werd gezien.
Tussen 1911 en 1930 kwamen veel Chinezen naar Nederland. In 1911 kwamen ze aan in de havens van Amsterdam en Katendrecht, Rotterdam. Vlak voor 1900 begon de Stoomvaartmaatschappij Nederland Chinese zeelieden te werven als goedkope arbeidskrachten. Toen in 1911 een grote zeemansstaking uitbrak, werden Chinese zeelui in het geheim door de Nederlandse koopvaardij ingehuurd om de staking te breken. Ze werkten als stokers en wasknechten op de grote passagiersschepen. Door de inzet van Chinezen als wapen tegen de staking van de havenarbeiders en omdat een aantal Nederlandse zeelieden hun baan verloren door de concurrentie van de Chinezen, kregen ze een slechte naam en werden gezien als "ongedierte" door andere zeelui. In kranten uit de scheepvaartsector uit die tijd werd gesproken van het "Gele gevaar". De Chinese zeelieden woonden in Boarding Houses, dit waren pensions die beheerd werden door Shipping Masters.
Shipping Masters waren Chinezen met geld die bepaalden wie er op de schepen kwam te werken en wie niet. Wanneer een Chinees op een schip kwam te werken, kon hij op kost en inwoning rekenen in een Boarding House. Deze beginnende China Towns lagen in Rotterdam in de wijk Katendrecht en in Amsterdam in de Binnenbantammerstraat.
De Chinezen hadden een slechte economische positie; ze waren volledig afhankelijk van de shipping masters, die hen vaak sterk uitbuitten. Zonder Nederlands paspoort hadden ze de status van vreemdeling en konden dus geen aanspraak maken op rechten ter bescherming tegen de macht van de shipping masters.
De Nederlandse regering was zich aanvankelijk niet zo bewust van de aanwezigheid van Chinezen, ook niet van de toen actieve Chinese bendes. Deze bendes hielden zich vooral bezig met opium- en wapenhandel. De Chinese bendes vestigden de aandacht op zich met een schietpartij in Amsterdam in 1918, waarbij drie Chinezen de dood vonden. Het eerste slachtoffer was een oudere Chinees die af en toe voor de politie werkte als tolk, hetgeen hem door de bendes niet in dank werd afgenomen. Het was voor het eerst dat Nederland kennismaakte met liquidaties in het criminele circuit. In 1922 volgde een tweede incident in de Chinatowns van Rotterdam en Amsterdam: de 'Tong-oorlog' was uitgebroken. De Tong-oorlog was een conflict tussen twee Chinese genootschappen, De Bo Ong en Sam Tin, over het monopolie van de werkgelegenheid. Een aantal schietpartijen volgden. De schietpartijen in 1918 en 1922 luidden een Chinese bende-oorlog in die tot 1931 zou duren. Toen duidelijk werd dat sommige Chinezen zich in bendes hadden georganiseerd verhardde de opstelling van de regering zich ten opzichte van de Chinezen. Amsterdam bleek bijvoorbeeld de doorvoerhaven voor opium te zijn geworden, nationaal en internationaal. Vanuit woningen in Amsterdam werden grote hoeveelheden opium naar Rotterdam en andere steden verscheept. Er werden pogingen ondernomen om de Chinese aanwezigheid in Nederland in te dammen, ook scheepvaartbedrijven kregen beperkende maatregelen opgelegd. Chinezen mochten alleen nog met een visum het land binnenkomen. Met deze visaregeling werd echter sterk gesjoemeld door buitenlandse consuls, die zelf vaak in dienst waren van een scheepvaartbedrijf. Na de schietpartij van 1918 werd een razzia gehouden in Amsterdam en werd een groot aantal illegale Chinezen, van wie vermoed werd dat zij betrokken waren bij de bendes, op een schip naar China gezet. Hun aantal lag rond de 600. Plannen om dit ook in Rotterdam te doen werden verhinderd, doordat scheepvaartbedrijf Lloyd (nu Nedlloyd) weigerde om voor de terugvaart te betalen en de regering er zelf niet te veel aan wilde uitgeven.

## 1930-1950

### Economische crisis van de jaren 30 en de gevolgen voor de Chinezen
"Als een volk zijn nationaliteitsgevoel verliest, dan worden zijn vrouwen misbruikt door Chineezen en ander Aziatisch ongedierte" (Wubben, 1986, p. 95)
Met de economische crisis van 1929 daalde de Nederlandse handel met een derde en kwamen veel schepen stil te liggen. De stoomvaart werd bovendien vervangen door modernere schepen, waardoor stokers overbodig werden. Scheepvaartmaatschappijen zetten massaal Chinezen aan de kade; in Katendrecht steeg hun aantal bijvoorbeeld van 534 naar 1306 personen tussen 1929 en 1931. De Chinese ex-zeevaarders stonden vervolgens als werklozen aan de kant, daar ze niet de Nederlandse taal spraken en vervielen al snel tot diepe armoede. Doordat ze de status van vreemdeling hadden en formeel gezien slechts tijdelijk in Nederland verbleven tussen twee shifts, kwamen ze niet in aanmerking voor financiële ondersteuning door de staat. Slechts Chinezen die met een Nederlandse vrouw waren getrouwd en kinderen hadden, konden aanspraak maken op wat geld. Door de associatie van Chinezen met de opiumhandel en bendes - de bende-oorlog was nog in volle gang - was de algemene opinie rond Chinezen niet positief.
De Chinese shipping masters deelden aanvankelijk maaltijden uit aan de Chinezen, daar zij in principe bij hen in dienst waren, maar naarmate de economische crisis langer duurde, stopten zij hiermee. Door onvoldoende voedsel begon er honger onder de Chinezen te heersen en eisten ziekten als hongeroedeem en beriberi hun tol, waarbij ook een aantal doden vielen. De Rotterdamse hoofdcommissaris A.H. Sirks was verantwoordelijk voor de Chinese bevolking op Katendrecht van 1914 tot 1933 en stond bekend om zijn negatieve houding ten opzichte van de Chinezen. Hij zag hen liever zo snel mogelijk verdwijnen en probeerde hun problemen zo veel mogelijk tegen hen te gebruiken. Doordat hij de problemen bagatelliseerde in rapporten duurde het lang voordat het doordrong wat er aan de hand was.
De Nederlandse sociale dienst (destijds "Vereniging voor Armenwezen en Maatschappelijk Hulpbetoon" geheten) stond in 1932 ook sterk negatief tegenover de Chinezen. In haar landelijke blad werd in februari 1932 door de secretaris een beroep gedaan op de lokale afdelingen om geen enkele steun te bieden aan de Chinezen en om dit ook particulieren af te raden. Als reden werd genoemd dat lokale Chinese pindaverkopers (zie verder) na de hype in pindakoekjes aan zouden kloppen bij de plaatselijke Vereniging van Armenzorg voor hulp "en wie was daar nu mee gediend?".

### Pindakoekjeshandel

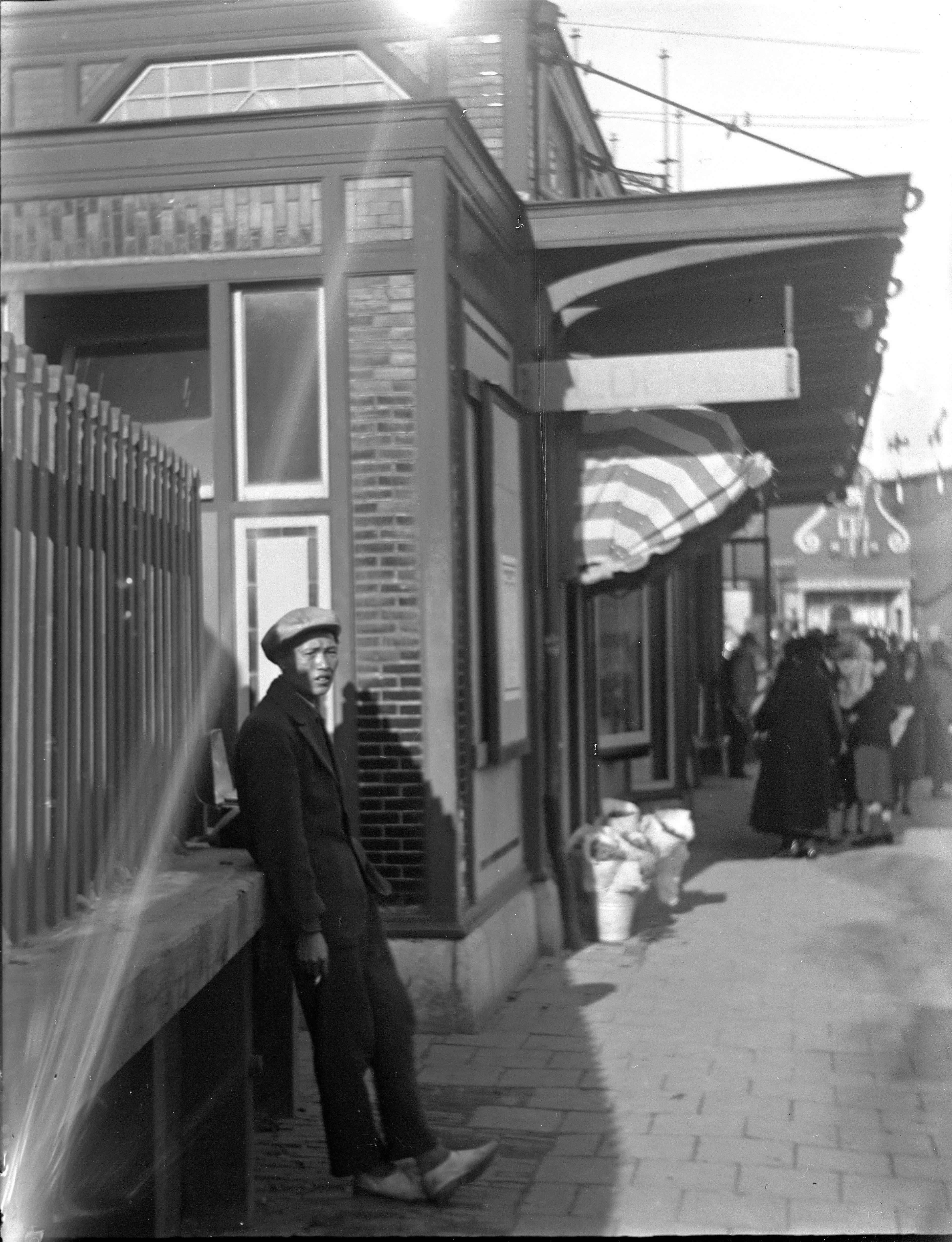
Chinese pindaverkoper, 1932

Om te proberen toch wat geld te verdienen startten enkele ondernemende Chinezen met de verkoop van zelfgebakken pindakoekjes (teng-teng). Dit bleek een waar succes, waarop de handel zich snel uitbreidde over Rotterdam en vandaar verder naar andere Nederlandse steden. Zo ontstond de benaming ‘pinda-Chinees’. De overheid dacht niet zo positief over de pindakoekjeshandel en verbood de handel al na een paar jaar wegens onhygiënische omstandigheden. In dezelfde periode opende een aantal Chinezen een restaurantje of werden marktkoopman. Maar vanwege de slechte economie trokken er in de jaren 30 ook veel Chinezen weg uit Nederland, in 1936 woonden er nog 2100 Chinezen in Nederland. Zij vormden het begin van de groep Chinezen die vooral met eethuizen een vaste plaats in de stad kregen, ongeveer 500 Chinezen bleven in Amsterdam. In de Binnen- en Buiten Bantammerstraat, waar de meeste Chinezen woonden, ontstond een waar Chinatown.

### "Overtollige Chinezen" en de deportaties in de jaren 30
De houding van de overheid was voor de Tweede Wereldoorlog niet erg positief te noemen. Chinezen werden gezien als ongewenste elementen in de Nederlandse samenleving. Tijdens de jaren 30 probeerde de regering hen het land uit te krijgen vanwege de criminaliteit en omdat men bang was dat de werkloze Chinezen de Staat te veel geld zouden gaan kosten. Het eerste wetenschappelijke rapport over Chinezen (in Katendrecht) werd gepubliceerd in 1936 door F. van Heek getiteld "Chineesche immigranten in Nederland". Als een van zijn conclusies stelde Van Heek dat onderscheid moest worden gemaakt tussen Chinezen die van economisch belang waren (voor de scheepvaart) en "overtollige Chinezen", voor wie geen kans bestond op werk.
Economisch waardevolle Chinezen zouden volgens hem aanspraak moeten kunnen maken op financiële hulp wanneer zij werkloos of ziek raakten, terwijl oude en "overtollige Chinezen" zouden moeten worden gedeporteerd naar China (al kwamen ze vaak via andere landen als Duitsland en met name Groot-Brittannië naar Nederland). Hij schatte het aantal "overtollige Chinezen" op meer dan 800. Hij pleitte ook voor concentratie van de Chinezen in Rotterdam en Amsterdam en voor het opleggen van immigratiebeperkingen, om hen aan de grens te kunnen weren. Begin jaren 30 werd door de Nederlandse regering serieus overwogen om alle in Nederland woonachtige Chinezen in een concentratiekamp te plaatsen. Ook in andere provincies werd opgetreden tegen Chinezen, zo verklaarde de politie Groningen in een brief uit februari 1933 dat de stad "Chinezenvrij" was.
Louis Einthoven, die Sirks opvolgde als hoofdcommissaris van Rotterdam maakte dankbaar gebruik van Van Heeks classificatie van de Chinezen in zijn stad in zijn pogingen om het aantal Chinezen terug te dringen. Hij wilde het in zijn ogen gebruik van Rotterdam als "koeliedepot" stopzetten. Hij liet de corruptie met visa onder zijn voorganger aanpakken en introduceerde twee categorieën Chinezen: een categorie die een economische waarde werd toegedacht en zich mochten vestigen in Nederland en een categorie "overtollige Chinezen" die geen rechten hadden en zo snel mogelijk 'terug' naar China moesten worden gestuurd. Politiecommissaris Einthoven wist scheepvaartmaatschappijen Lloyd en de Java-China-Japan Shipping Line zover te krijgen om de "overtollige Chinezen" voor een zeer lage prijs naar Batavia (op Java) te vervoeren en verder naar Singapore en Hongkong. Vanaf 1935 werden oude en zieke Chinezen uit ziekenhuizen, logementen en huizen uit heel Nederland gehaald naar de klaarstaande schepen, waar ze in de open lucht moesten leven en slapen gedurende de hele reis naar het Verre Oosten, om zo geld te besparen. De maatregelen werden over het algemeen in een rap tempo uitgevoerd, waarbij de Chinezen nauwelijks of geen kans hadden om tegen hun uitzetting in beroep te gaan bij de Chinese consul in Nederland, die over hun rechten ging. De mensen die gedeporteerd moesten worden, werden van tevoren onderzocht door een dokter om te voorkomen dat te zwakke Chinezen mee zouden worden genomen en er onderweg doden zouden kunnen vallen, daar die “veel administratieve complicaties” zouden veroorzaken, waar Lloyd niet op zat te wachten. Uiteindelijk werden er ongeveer 1000 Chinezen het land uitgezet, in dezelfde periode vertrokken er door de economische omstandigheden ook Chinezen uit Nederland, in 1936 woonden er nog rond de 2100 Chinezen in Nederland. Einthoven gebruikte vanaf 1936 de economische opleving om zich te ontdoen van Chinese zeelieden, die werden aangemonsterd op buitenlandse schepen en daarbij het recht op terugkeer naar Rotterdam werd onthouden. Door alle inspanningen van Einthoven daalde de Chinese bevolking, tegen de Tweede Wereldoorlog woonden er nog zo'n 2000 Chinezen in Nederland, waarvan 209 in Katendrecht (januari 1939).

## 1950 en verder

### Chinese restaurants en middenstand

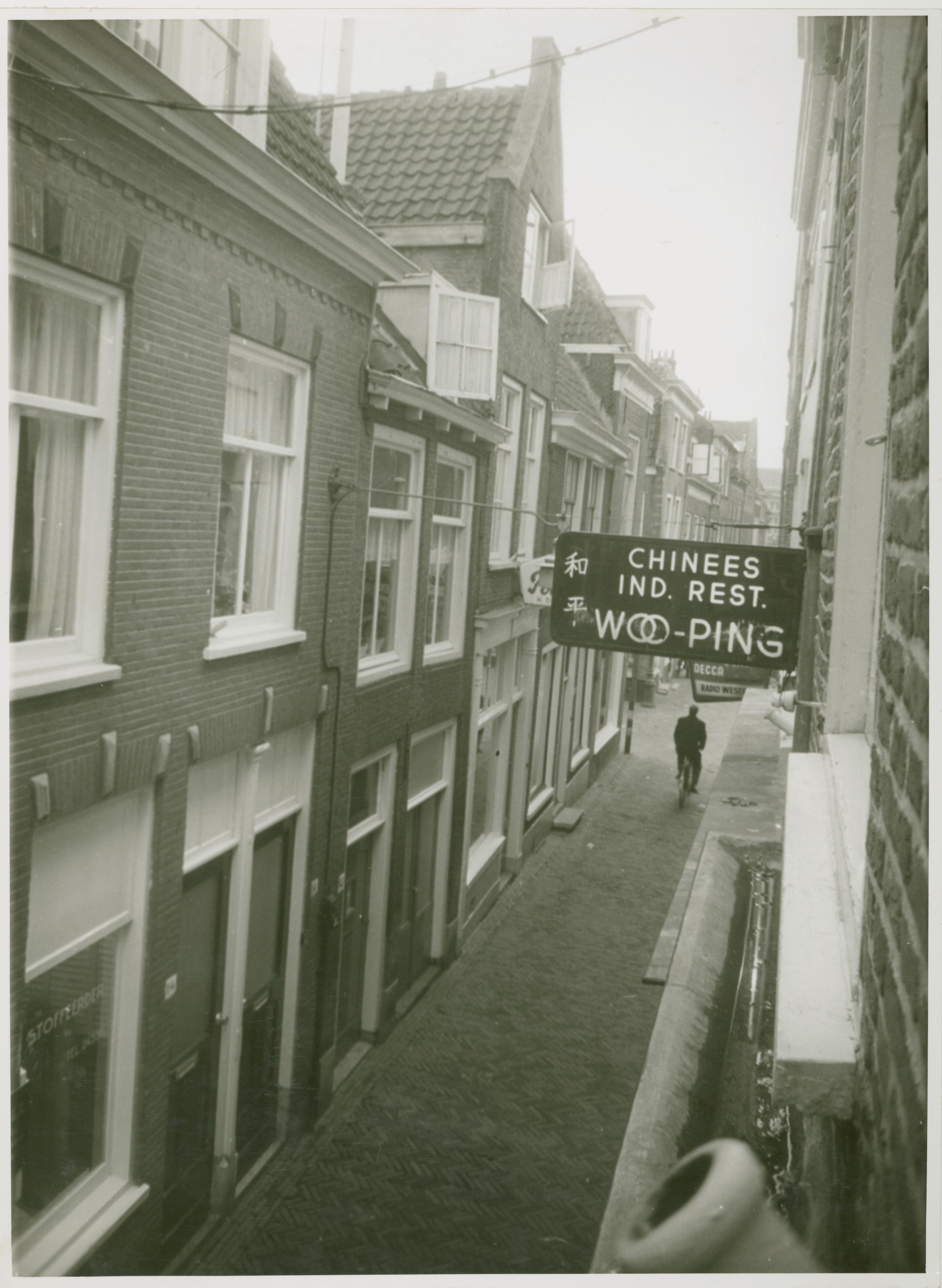
Chinees restaurant Woo Ping in Leiden (1968)

De Chinese restaurants hielden het wél vol. Begin jaren twintig zat restaurant "Cheung Kwok Low" Fam. Tsjang, Kam Soi al in Rotterdam. Rond 1926 werd het eerste Amsterdamse restaurant Kong Hing in de Binnen Bantammerstraat geopend. Deze waren nog echt Chinees. Na 1945 nam de populariteit van Chinees eten toe, dit kwam mede door de onafhankelijkheid van Indonesië in 1947. De teruggekeerde Nederlands-Indische gezinnen waren gewend aan de Aziatische keuken en bezochten 'de Chinees'. Omdat er een grote vraag naar Indisch eten kwam, zetten de Chinese eethuisjes dit ook op hun menu. Pas in de jaren zestig ging Nederland massaal naar de Chinees. Toen immigreerden veel Chinezen naar Nederland, vaak in het kader van gezinshereniging. Ze openden zoveel Chinees-Indische restaurants dat deze in de jaren tachtig een derde van alle eetgelegenheden vormden.
Maar de markt raakte verzadigd. Bovendien kregen de Nederlanders genoeg van de aan de Hollandse smaak aangepaste gerechten. Het aantal niet-Chinese buitenlandse restaurants groeide en hoe exotischer, hoe beter werd de norm. De Chinezen pasten zich aan: steeds meer Chinees-Indische restaurants veranderden in "authentiek" Chinese eethuizen. Rond 2000 ontstond de trend om wok-restaurants te openen. Het aantal steeg daarop van 30 in 2000 tot ongeveer 400 begin 2007, waaronder veel eerdere Chinees-Indische restaurants. Een andere trend is het ontstaan van ketens en de opening van steeds grotere restaurants met tot 1600 plaatsen. Een probleem voor de Chinese restaurantsector is de vergrijzing onder de eigenaren, daar veel Chinese kinderen, die in Nederland zijn opgegroeid, voor andere banen kiezen. Ook het aantrekken van nieuw personeel vanuit China wordt steeds moeilijker voor Chinese restauranteigenaren, door de ingewikkelde procedures die hiermee gepaard gaan.
Eind 20e - begin 21e eeuw is er een opkomst in Nederland van Chinezen die in diverse steden kapperszaken, snackbars, nagelsalons en massagesalons beginnen.

### Criminaliteit
In de jaren 1960/1970 laaide de criminaliteit in de Chinese gemeenschap weer op. De opiumhandel werd verruild voor de heroïnehandel. Met het einde van de Vietnamoorlog raakten Chinese dealers aldaar hun afzetmarkt kwijt, ze daarom zochten een nieuw werkterrein. Nederland kende al een Chinese gemeenschap en voor de Chinezen was het makkelijk om Nederland binnen te komen, gemakkelijker dan in veel andere landen. Sommige drugsdealers streken (illegaal) neer in Amsterdam, waar ze hun handel voortzetten. In dezelfde periode waren ook illegale Chinese gokhuizen actief. De heroïnehandel en de gokhuizen waren vooral in handen van Chinese criminele genootschappen, 'triades' genoemd. Een aantal in Nederland actieve triades waren 14 K, de Tai Huen Chai en de Ah Kong. Begin jaren 1970 ontstond een tweede bende-oorlog tussen de rivaliserende triades, deze oorlog zou in het voordeel van Ah Kong beslecht zijn. Rond 1980 mislukten twee Chinese opiumoogsten, waarna de heroïnehandel grotendeels door Turkse criminelen werd overgenomen. De triades bleven actief in onder andere het gokwezen en in de mensensmokkel. Ook persen Chinese criminelen Chinese ondernemers af. De leden van triades komen meestal van buiten de Chinatowns en zijn geen bekenden van de ondernemers. De criminelen eisen bijvoorbeeld protectiegeld waarmee een ondernemer tijdelijk dreiging of overlast kan afkopen. Het is voor Justitie moeilijk om op te treden tegen de Chinese bendes, de gemeenschap is erg gesloten en uit angst, schaamte en wantrouwen in politie en justitie wordt vaak geen aangifte gedaan.

### Onderwijs en arbeidsmarkt
Chinezen hechten over het algemeen veel waarde aan onderwijs, hard werken en presteren zijn belangrijk binnen de Chinese cultuur. Uit een onderzoek in 2011 bleek dat Chinese Nederlanders het uitzonderlijk goed doen in het onderwijs. Twee derde van de Chinese leerlingen volgde havo of vwo-onderwijs, bij autochtone leerlingen was dat de helft. De tweede generatie Chinezen deed het ook goed op de arbeidsmarkt, ze hadden soms hoge functies en de werkloosheid lag met 5% op een laag niveau.